# Aleksander Chodkiewicz (wojewoda nowogródzki)
Aleksander Chodkiewicz herbu własnego (od 1501) Kościesza (ur. 1457, zm. 28 maja 1549) – koniuszy dworski (1502), marszałek hospodarski (1506-1509, 1511-1547), starosta puński, brzeski i knyszyński, wojewoda nowogródzki (od 1544), dzierżawca wilkiejski, ostryński.
Syn Iwana (Jana) Chodkiewicza – hetmana litewskiego, zmarłego w niewoli tureckiej w 1484 na Krymie, i księżnej Agnieszki Jawnuty Bielskiej z Giedyminowiczów (córka Iwana, księcia na Bielsku). Osiadł na północnym wschodzie Litwy, komasując wielkie majątki, dzięki którym okres życia kolejnych trzech pokoleń był kulminacją potęgi rodu.
Aleksander Chodkiewicz miał dwie siostry. Była nią Agrafena Chodkiewicz, którą poślubił książę Bohdan Zasławski (1486-1528) – namiestnik miński i Jakumiła Chodkiewicz – zmarła w niewoli u kupca tureckiego przed 1486 r.
Aleksander dał początek linii supraskiej Chodkiewiczów. Żoną Aleksandra była księżna Wasylisa Hołowczyńska h. Łabędź (zm. 11 maja 1552), córka Jarosława Hołowczyńskiego. Została pochowana w Supraślu.
Synowie Aleksandra:
- Grzegorz Chodkiewicz (zm. 1572) – hetman wielki litewski,
- Hieronim Chodkiewicz (1500–1561) – kasztelan wileński,
- Jerzy Aleksandrowicz Chodkiewicz (1524-1569) – kasztelan trocki, krajczy wielki litewski, starosta bielski, oszmiański.

Był sygnatariuszem unii piotrkowsko-mielnickiej 1501 roku.
Aleksander był właścicielem rozległych posiadłości na terenach, których centrum stanowił Gródek. W 1498 roku sprowadził z greckiego klasztoru na Górze Athos oraz z Ławry Pieczersko-Kijowskiej do Gródka prawosławnych zakonników żyjących według reguły św. Bazylego Wielkiego. Około 1510 mnisi za zgodą wojewody, przenieśli się w inne, bardziej odludne i ciche miejsce do Supraśla.
Po śmierci 28 maja 1549 r. został pochowany w monasterze w Supraślu.